# إدوارد بوشنل
إدوارد بوشنل (بالإنجليزية: Edward Bushnell)‏ هو منافس ألعاب قوى أمريكي، ولد في 5 ديسمبر 1876 في ريبوبليكان سيتي في الولايات المتحدة، وتوفي في 5 يناير 1951.

## وصلات خارجية
- إدوارد بوشنل على موقع أوليمبيديا (الإنجليزية)